# Patrick Kennedy (Vorfahre von John F. Kennedy)
Patrick Kennedy (* um 1823 in Dunganstown, County Wexford, Irland; † 22. November 1858 in Boston, Massachusetts) war der erste bekannte Kennedy-Vorfahre in direkter väterlicher Linie von John F. Kennedy, der nach Amerika auswanderte und die Grundlage für die Kennedy-Dynastie legte.

## Frühes Leben in Irland
Patrick Kennedy wuchs als Sohn eines kleinen Bauernhofbesitzers in Dunganstown auf. Als jüngerer Sohn hatte er aufgrund der Primogenitur nur geringe Chancen, das Familienerbe zu erhalten. Die gesellschaftliche Lage in County Wexford war für Katholiken schwierig, geprägt von Schikanen, begrenztem Landbesitz und wirtschaftlicher Not. Kennedy erlernte das Handwerk des Küfers, vermutlich bei der Cherry Bros. Brewery in New Ross, eine Fähigkeit, die ihm in Amerika eine stabile Grundlage verschaffte.

## Auswanderung nach Amerika
Die Große Hungersnot (1845–1852) verschärfte die prekären Lebensbedingungen und war ein entscheidender Anstoß für Patricks Auswanderung. Ende 1848 oder Anfang 1849 reiste er über Liverpool mit dem Schiff Washington Irving nach Boston, wo er am 22. April 1849 ankam.

## Leben in Boston
In East Boston, damals Noddle's Island, arbeitete Kennedy als Küfer und konnte sich durch seine Qualifikation von der Masse der ungelernten irischen Einwanderer abheben. Mit Unterstützung seines Freundes Patrick Barron fand er Arbeit in einer lokalen Küferei. Am 26. September 1849 heiratete er Bridget Murphy, und das Paar bekam fünf Kinder: Mary L., Joanna L., John III († im Säuglingsalter), Margaret M. und Patrick Joseph „P.J.“ Kennedy.

## Tod
Patrick Kennedy starb am 22. November 1858 im Alter von 35 Jahren. Die Todesursache wird unterschiedlich angegeben: Einige Quellen nennen Cholera, andere Tuberkulose. Er wurde auf dem Cambridge Cemetery in Cambridge, Massachusetts, beigesetzt.

## Genealogische Vorfahren
Die Herkunft von Patrick Kennedys Eltern in Irland ist unsicher. Zwei Theorien dominieren:
- Theorie A: James Kennedy und Maria Maiden/Handrick, wie in Thomas Maiers The Kennedys: America’s Emerald Kings beschrieben, allerdings ohne verlässliche Quellenangaben.[2]
- Theorie B: Angaben aus Edward L. Galvins Artikel „The Kennedys of Massachusetts“ (NEHGR, 1985), basierend auf der Loretta Kennedy Connelly Collection in der JFK Presidential Library, deren Inhalt nicht abschließend verifiziert ist.[4]